# Chromobacterium violaceum
Chromobacterium violaceum – Gram–ujemna, względnie beztlenowa, niewytwarzająca sporów bakteria. Wchodzi w skład naturalnej flory wód i gleby w regionach tropikalnych i subtropikalnych. Wytwarza antybiotyk – wiolaceinę, któremu zawdzięcza fioletową barwę. Dobrze rośnie na agarze odżywczym, produkując charakterystyczne gładkie, nieco wypukłe kolonie o ciemnofioletowym zabarwieniu z metalicznym połyskiem. W środowisku beztlenowym staje się bezbarwna. Po raz pierwszy bakterię wyizolował z wilgotnej pasty ryżowej w 1882 roku Paul Émile Lecoq de Boisbaudran. Pełny genom bakterii został poznany w 2003.

## Biochemia
Chromobacterium violaceum fermentuje glukozę, trehalozę, N–acetyloglukozoaminę i glukoniany, natomiast nie fermentuje L–arabinozy, D–galaktozy i D–maltozy.

## Znaczenie w medycynie
Bakteria rzadko powoduje zakażenia u ludzi. Najczęściej są to infekcje skórne, niekiedy sepsa czy ropnie wątroby, które mogą być śmiertelne. 
W procesie diagnostycznym należy wziąć pod uwagę, że istnieje możliwość nieprawidłowego stwierdzenia w badanej próbce Burkholderia pseudomallei. 
Chromobacterium violaceum wytwarza kilka antybiotyków:
- aztreonam – monobaktam aktywny wobec Gram–ujemnych tlenowych bakterii, w tym Pseudomonas aeruginosa.
- wiolaceinę – skuteczna wobec korzenionóżek i świdrowców
- aerocyjanidynę – aktywna wobec bakterii Gram–dodatnich
- aerocavinę – aktywna wobec baterii Gram–ujemnych i Gram–dodatnich[5]

W literaturze opisane zostały również przypadki infekcji u gibonów.

## Leczenie
Infekcje spowodowane Chromobacterium violaceum są rzadkie, dlatego brakuje badań klinicznych oceniających różne rodzaje terapii. Antybiotyki stosowane w leczeniu to: pefloksacyna, cyprofloksacyna, amikacyna i kotrimoksazol. Inne antybiotyki skuteczne w warunkach in vitro to:  chloramfenikol i tetracyklina.
Na podstawie danych teoretycznych wobec ''Chromobacterium violaceum nie będą aktywne penicyliny, cefalosporyny i aztreonam, aczkolwiek karbapenemy takie jak meropenem i imipenem mogą dawać pewien efekt.